# Erigone whymperi
Erigone whymperi là một loài nhện trong họ Linyphiidae. Chúng được Octavius Pickard-Cambridge miêu tả năm 1877.

## Phân loài
- Erigone whymperi minor Jackson, 1933